# US Gendarmerie Nationale
El Union Sportive de la Gendarmerie Nationale (en español: Unión Deportiva de la Gendarmería Nacional), conocido simplemente como US Gendarmerie Nationale, es un equipo de fútbol de Níger que juega en la Primera División de Níger, la primera categoría de fútbol en el país.

## Historia
Fue fundado en el año 1996 en la capital Niamey como el equipo representante de la Gendarmería Nacional de Níger. Han ganado el título nacional en 2021 y la Copa de Níger ese mismo año y ha sido subcampeón de copa en tres ocasiones desde 2014.
Participó por primera vez en un torneo internacional al clasificar a la Copa Confederación de la CAF 2019-20 en donde fue eliminado en la ronda preliminar por el Al-Ittihad de Libia.

## Palmarés
- Primera División de Níger: 1

2020/21
- Copa de Níger: 1

2020/21

## Participación en competiciones de la CAF
| Temporada | Torneo                       | Ronda          | Club              | Casa | Visita | Global    |
| --------- | ---------------------------- | -------------- | ----------------- | ---- | ------ | --------- |
| 2019/20   | Copa Confederación de la CAF | Preliminar     | Al Ittihad        | 1-1  | 0-2    | 1-3       |
| 2020/21   | Copa Confederación de la CAF | Preliminar     | Yeelen Olympique  | 1-1  | 1-0    | 2-1       |
| 2020/21   | Copa Confederación de la CAF | 1              | JS Kabylie        | 1-2  | 0-2    | 1-4       |
| 2021/22   | Liga de Campeones de la CAF  | 1              | Le Messager Ngozi | 1-1  | 1-0    | 2-1       |
| 2021/22   | Liga de Campeones de la CAF  | 2              | Al-Ahly SC        | 1-1  | 1-6    | 2-7       |
| 2021/22   | Copa Confederación de la CAF | Playoff        | DC Motema Pembe   | 2-0  | 0-1    | 2-1       |
| 2021/22   | Copa Confederación de la CAF | Fase de grupos | RS Berkane        | 2-2  | 3-5    | 4.º lugar |
| 2021/22   | Copa Confederación de la CAF | Fase de grupos | Simba SC          | 1-1  | 0-4    | 4.º lugar |
| 2021/22   | Copa Confederación de la CAF | Fase de grupos | ASEC Mimosas      | 2-0  | 1-2    | 4.º lugar |

## Jugadores

### Jugadores destacados
- Abdoul Moumouni